# Hipparchia aliosicola
Hipparchia aliosicola är en fjärilsart som beskrevs av Le Charles 1953. Hipparchia aliosicola ingår i släktet Hipparchia och familjen praktfjärilar. Inga underarter finns listade i Catalogue of Life.